# Trận chiến vịnh Ormoc
Trận chiến vịnh Ormoc là một loạt các trận chiến diễn ra giữa Hải-Không quân Đế quốc Nhật Bản và Hoa Kỳ tại biển Camotes thuộc Philippines trong khoảng thời gian từ 11 tháng 11 đến 21 tháng 12 năm 1944, một phần của chiến dịch Leyte của chiến tranh Thái Bình Dương trong Chiến tranh thế giới thứ hai. Trận đánh là kết quả việc người Mỹ tìm mọi cách ngăn chặn những hành động của quân Nhật nhằm củng cố lực lượng và chi viện cho lực lượng của họ đóng trên đảo Leyte.

## Bối cảnh
Sau những thành công trong việc kiểm soát vùng biển của Hải quân ở chiến trường Tây Thái Bình Dương vào giữa năm 1944, quân Đồng Minh quyết định tấn công quần đảo Philippines vào tháng 10, bằng cuộc đổ bộ lên bờ biển phía Đông của đảo Leyte từ vịnh Leyte ngày 20 tháng 10-1944. Tại Leyte lực lượng của Nhật bao gồm 20.000 lính; Tướng Douglas MacArthur cho rằng việc chiếm được Leyte sẽ là mở đầu cho các chiến dịch sau này tại đảo Luzon. Về phía Nhật, quyền kiểm soát Philippines là vấn đề sống còn vì nếu mất nơi này, Đồng Minh sẽ dễ dàng cắt đứt chính quốc Nhật với nguồn nhiên liệu quan trọng tại Borneo.
Đáp lại Hải quân Đế quốc Nhật Bản tập hợp các hạm đội của mình tổ chức tấn công dẫn đến trận chiến vịnh Leyte trong khoảng thời gian từ 23 tháng 10 và 26 tháng 10. Trong cuộc đụng độ giữa hai lực lượng Hải quân khổng lồ này, Nhật Bản đã tiêu diệt một lực lượng đáng kể các tàu chiến của Mỹ. Tuy nhiên, bất chấp những dấu hiệu suy yếu chưa rõ ràng của quân Mỹ, vị chỉ huy quân Nhật ở Philippines, Tướng Tomoyuki Yamashita, tin rằng Hải quân Hoa Kỳ đã chịu thiệt hại nghiêm trọng và quân Đồng Minh trở nên dễ bị tấn công hơn bao giờ hết. Vì vậy, ông chủ động tăng cường và củng cố lực lượng trên đảo Leyte; trong trận đánh lực lượng Nhật gồm có 9 tàu hộ tống chuyên chở thành công 34.000 lính của các Sư đoàn 1, 8, 26, 30, và 102. Thành phố Ormoc nằm ngay bên bờ biển thuộc vịnh Ormoc phía Tây đảo Leyte là hải cảng chính của đảo và là điểm đến cuối cùng của các tàu hộ tống.
Bên cạnh đó, việc giải mã những tin tức tình báo nhờ hệ thống PURPLE đã báo động quân Đồng Minh về một sự tập trung bất thường một số lượng lớn tàu Nhật xung quanh Leyte, nhưng ban đầu người Mỹ lại cho rằng đây là một cuộc sơ tán khẩn cấp của đối phương. Tuy nhiên, trong tuần đầu tiên của tháng 11 họ nhận ra quân Nhật đang ra sức củng cố và chi viện cho các căn cứ trên đảo Leyte và liền ngay sau đó Hải quân Mỹ đã có hành động ngăn chặn kịp thời.

## Các chiến dịch

### TA-3 và TA-4 (Nhật)
Trong hai ngày 8 và 9 tháng 11, người Nhật xuất phát hai đoàn tàu hộ tống từ Manila đến vịnh Ormoc. Hai đoàn tàu phải đi cách nhau một ngày đường để các tàu khu trục có thể hộ tống đoàn tàu thứ nhất cho đến khi trở về rồi hộ tống đoàn còn lại. Tuy nhiên, kế hoạch bị thất bại vì bị phát hiện bởi các máy bay trinh sát của Đệ tam Hạm đội Hoa Kỳ và sau đó Đô Đốc William F. Halsey ra lệnh xuất kích 350 máy bay của Biệt đội phản ứng nhanh 38 tấn công đội tàu liên hợp của Nhật ngày 11 tháng 11.
Bốn tàu khu trục bao gồm — Shimakaze, Wakatsuki, Hamanami và Naganami — cùng 5 tàu vận tải bị đánh chìm. Chuẩn Đô Đốc Mikio Hayakawa đã hi sinh cùng với tàu Shimakaze.

### TA-5 (Nhật)
Đoàn tàu TA-5 rời Manila ngày 23 tháng 11 để đến cảng Cataingan và cảng Balancan. Trong 6 chiếc tàu vận tải có đến 5 chiếc bị đánh chìm bởi máy bay Mỹ.

### Tàu khu trục Hoa Kỳ càn quét
Thời tiết xấu vào cuối tháng 11 khiến cho việc sử dụng không quân trở nên kém hiệu quả, và Hải quân Mỹ quyết định cử tàu chiến đến vịnh Ormoc. Đầu tiên tàu USS Pursuit AM-108 và USS Revenge (AM-110) làm nhiệm vụ tìm kiếm và phá hủy thủy lôi tại Eo biển Canigao rồi sau đó bốn tàu khu trục thuộc Liên đội Khu trục 22 do Thuyền trưởng Robert Smith  (USS Waller (DD-466), USS Pringle (DD-477), USS Renshaw (DD-499) và USS Saufley (DD-465) xâm nhập vịnh và nã pháo vào hải cảng tại thành phố Ormoc.
Một máy bay tuần tra báo cáo cho Đội tàu 22 về sự hiện diện của một chiếc tàu ngầm Nhật (chiếc I-46) phía Nam đảo Pacijan và đang tiến về hướng vịnh Ormoc. Sau đó Đội tàu 22 quay về hướng Nam để chặn đứng chiếc tàu ngầm, lúc 01:27 ngày 28 tháng 11, chiếc Waller phát hiện mục tiêu trên radar ở bờ biển Đông Bắc của đảo Ponson. Chiếc Waller lập tức vô hiệu hóa tàu ngầm chỉ mới một phát đạn duy nhất và làm cho con tàu này mất khả năng lặn trở lại xuống dưới biển. Chiếc I-46 chỉ còn có khả năng bắn trả bằng khẩu súng trên boong cho đến khi bị chìm vào lúc 01:45.

### TA-6 (Nhật)
Hai tàu vận tải được hộ tống bởi ba tàu tuần tiễu rời Manila ngày 27 tháng 11. Họ bị tấn công bởi các tàu cao tốc của Mỹ tại vịnh Ormoc trong đêm 28 tháng 11 và bị tấn công bởi không quân trong lúc rời khỏi vùng biển này. Tất cả năm tàu đều bị đánh chìm.
Một tàu khu trục khác đi càn quét vào đêm 29 và 30 tháng báo cáo phá hủy được một số xà lan.

### TA-7 (Nhật)
Một đoàn tàu gồm ba tàu vận tải rời Manila ngày 1 tháng 12, được hộ tống bởi các tàu chiến Take và Kuwa dưới quyền Thiếu tá Hải quân Masamichi Yamashita. Hai nhóm tàu ngầm vận tải cũng tham gia vào chuyến đi này.
Khi đoàn tàu thả neo gần thành phố Ormoc thì chạm trán Hải quân Mỹ lúc 00:09 ngày 3 tháng 12 với các tàu chiến thuộc Sư đoàn Khu trục 120 do Đại tá John C. Zahm chỉ huy (USS Allen M. Sumner (DD-692), USS Cooper (DD-695) và USS Moale (DD-693)).
Các tàu chiến Mỹ đánh chìm các tàu vận tải của Nhật khi chúng đang chuyển thiết bị lên bờ thì vấp phải hỏa lực mạnh mẽ từ Yokosuka P1Y các máy bay ném bom của "Pháp", công sự trên đất liền, tàu ngầm, và từ tàu khu trục của Nhật. Chiếc Kuwa bị chìm và chỉ huy Yamashita hi sinh. Còn chiếc tàu Take bất ngờ tấn công chiếc Cooper bằng ngư lôi rồi chạy thoát mặc dù bị hư hại. Chiếc Cooper chìm ngay sau đó lúc 00:15 cùng với thủy thủ đoàn 191 người (168 thủy thủ sau đó được cứu vào ngày 4 tháng 12 bởi những chiếc máy bay PBY Catalina). Lúc 00:33, hai tàu khu trục còn lại của Mỹ được lệnh ngay lập tức rời khỏi vịnh. Đây là lần duy nhất trong trận vịnh Ormoc và trong chiến tranh mà Hải quân Mỹ phải cùng một lúc đối phó với nhiều loại vũ khí từ đối phương: hải pháo, không tập, tàu ngầm, pháo từ đất liền và mìn.

### Lính Mỹ đổ bộ lên vịnh Ormoc

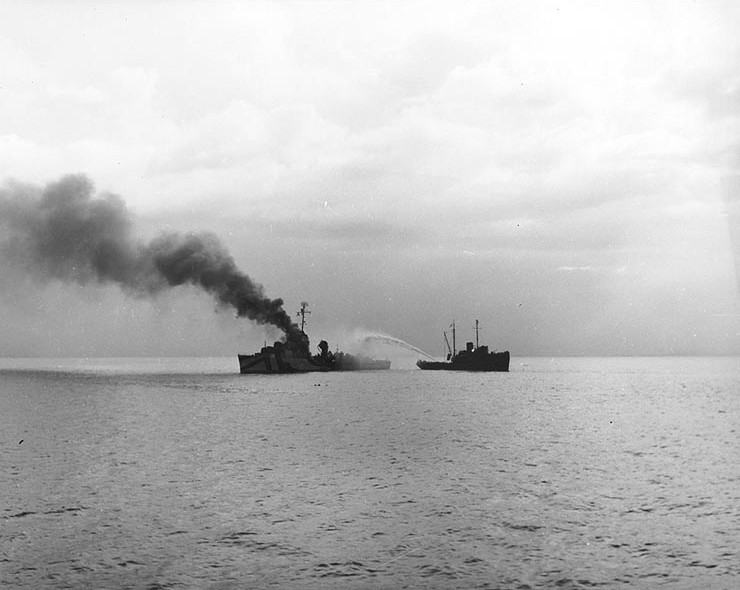
USS Lamson (DD-367) đang bốc cháy ở vịnh Ormoc ngày 7 tháng 12-1944, sau khi bị một máy bay thần phong đâm trúng. Chiếc tàu kéo đang hỗ trợ chữa lửa có lẽ là chiếc USS ATR-31.

Ngày 5 tháng 12-1944, Thủy quân Lục chiến Hoa Kỳ đổ bộ lên Vịnh San Pedro, 27 dặm (43 km) về phía Nam của thành phố Ormoc. Các phương tiện đổ bộ và hỗ trợ di chuyển trước các cuộc tấn công thần phong. Kết quả là 15 phương tiện đổ bộ bị chìm, và hai tàu khu trục USS Mugford (DD-389) và USS Drayton (DD-366) bị đánh trúng, chịu tổn thất 50 người.
Ngày 7 tháng 12, Sư đoàn Bộ binh 77, chỉ huy bởi Thiếu tướng Andrew D. Bruce đổ bộ lên thị trấn Albuera, cách thành phố Ormoc 3,5 dặm (5,6 km) về hướng Nam. Các Trung đoàn 305, 306, và 307 thuộc Sư đoàn 77 tiến lên bờ mà không gặp trở ngại nào nhưng các tàu Hải quân liên tục ở ngoài liên phải chống chọi với các cuộc tấn công tự sát thần phong dẫn đến thiệt hại tàu khu trục USS Ward (DD-139) và USS Mahan (DD-364).

### Các chiến dịch khác
Tất cả năm tàu vận tải của đoàn tàu TA-8 đều bị đánh chìm vào ngày 7 tháng 11 bởi máy bay, và hai tàu khu trục hộ tống Ume và Sugi bị hư hại.
Đoàn tàu TA-9 đến vịnh vào ngày 11 tháng 11 và đưa lính Nhật đổ bộ lên đảo thành công, nhưng hai tàu khu trục Juzuki cùng với Uzuki, bị đánh chìm và chiếc thứ 3 Kiri bị hư hại.

## Kết quả
Bằng các cuộc đụng độ liên tục thực hiện bởi hải không quân, người Mỹ đã thành công trong việc ngăn cản sự tiếp tế và chi viện một cách đầy đủ cho lực lượng quân Nhật trên Leyte, góp một phần không nhỏ vào thắng lợi cuối cùng của cuộc chiến trên bộ. Số liệu tổn thất cuối cùng của hai bên tại vịnh Ormoc là: Mỹ — 3 tàu khu trục và 1 tàu cao tốc; Nhật — 6 tàu khu trục, 20 tàu vận tải loại nhỏ, 1 tàu ngầm, 1 tàu tuần tiễu và 3 tàu hộ tống.
Nhà sử học Irwin J. Kappes tranh luận với các nhà sử học hải quân đã thờ ơ tầm quan trọng trong những cuộc đụng độ lẻ tẻ này như sau:
"Cuối cùng, khi mà điều kiện thời tiết xấu khiến cho việc chi viện bằng đường không là bất khả thi thì khó có thể định hình được đóng góp của trận vịnh Ormoc đã giúp cho cuộc chiến trên đảo Leyte và quyền kiểm soát quân Mỹ toàn bộ vùng nước chung quanh đó. Nhưng kết quả hiển nhiên là từ ngày 11 tháng 11-1944 đến 21 tháng 12, các nỗ lực hỗn hợp của Đệ Tam Hạm đội Hoa Kỳ cùng với các phi đội ném bom, chiến dich của Sư đoàn 77 và Sư đoàn Kỵ binh số 1 chỉ phải đối phó với quân Nhật gần như bị cô lập liên tục bị máy bay oanh kích và tấn công từ mọi phía."